# Catocala mcdunnoughi
Catocala mcdunnoughi là một loài bướm đêm thuộc họ Erebidae. Nó được tìm thấy ở California.
Con trưởng thành bay từ tháng 6 đến tháng 8. Có thể có một lứa một năm.
Ấu trùng ăn Quercus chrysolepis.